# صفات عقلية (إسلام)
الصفات العقلية مصطلح خاص يستخدمه المتكلمون في الدين الإسلامي وعلماء العقيدة والفلاسفة عند الحديث عن صفات الرب تعالى، يختلف تعريفها باختلاف الفرق، فالأشاعرة والماتريدية تعرفها بـالصفات التي دل عليها العقل.  وبناء على هذا فإن الأشاعرة والماتريدية تعد جميع الصفات التي يثبتونها لله هي صفات عقلية، وقد أثبتوها لأن العقل دل عليها.  أما أهل الحديث فإنها تثبت الصفات لله حسبما ورد في القرآن الكريم والسنة النبوية، إلا أنهم في بعض المصادر يسمون بعض الصفات التي دل عليها القرآن أو السنة ودل عليها العقل أيضا: الصفات العقلية، ولا يعني هذا أنهم يثبتون الصفات بالعقل ابتداءًا. 

## تعريفها
يراد بالصفات العقلية: الصفات التي يثبتها المسلمون لله وحده، ويكون العقل جزءًا أساسيا في إثباتها. تعريف الصفات العقلية يختلف باختلاف الفرق الإسلامية المثبتة للصفات، بعد اتفاقهم على أن العقل يلعب دورا في إثباتها.

### عند الأشاعرة والماتريدية
هي الصفات التي دل عليها العقل، وأثبتوها لمجرد دلالة العقل عليها حتى لو يرد في القرآن الكريم والسنة النبوية 

### الأشاعرة
الصفات العقلية لدى الأشاعرة هي:
1. العلم.
2. الحياة.
3. القدرة.
4. الإرادة.
5. الكلام.
6. السمع.
7. البصر.

وهذه الصفات هي التي دل عليها العقل، ولم يدل على غيرها، كما أن اتصاف الله عز وجل بها يكون كمالاً، ويستحيل أن يتصف بضدها، وهذه الصفات كلها صفات قديمة أزلية لم يزل الله متصفاً بها. ولا يجوز أن يتصف الله تعالى بغير هذه الصفات، لعدة أسباب منها:
- دلالة العقل على هذه الصفات وعدم دلالته على غيرها.
- لو وصفناه عزوجل بغير هذه الصفات، لوقع التعارض بين النقل والعقل.
- لو وصف الله عزوجل بغير هذه الصفات، لوقع المسلم في التشبيه والتجسيم.
- وجود وسائل أخرى كالتأويل والتفويض والتشابه وغيرها من الأمور التي يجب مراعاتها.[6][7]

### الماتريدية
الصفات العقلية لدى الماتريدية هي:
1. العلم.
2. الحياة
3. القدرة.
4. الإرادة.
5. الكلام.
6. السمع.
7. البصر.
8. التكوين.

وهي أيضاً صفات قديمة أزلية كما قال الناظم: صفات الذات والأفعال طراً   قديمات مصونات الزوال
وأما صفة التكوين التي فسرها الماتريدية، بإخراج المعدوم من العدم إلى الوجود؛ فهي تنقسم إلى قسمين:
- الأول: أن التكوين أو الفعل قديم لازم لذات الله لا تتعلق بالمشيئة والقدرة.

- الثاني: المتجدد هو المفعول المخلوق فقط من غير تجدد في الفعل.

ولا يجوز اتصاف الله بغير هذه الصفات لعدة أسباب منها:
- إثبات الصفات الأخرى يلزم منه التشبيه والتجسيم.
- دلالة النص السمعي ظنية، بينما دلالة النص العقلي قطعية.
- حمل النص على ظاهره يلزم منه التعارض بين العقل والسمع.
- حمل النص على ظاهره يؤدي إلى وقوع التناقض في القرآن.[9][10]

### عند أهل الحديث
تثبت السلفية الصفات لله حسبما ورد في القرآن الكريم والسنة النبوية، ولا يثبتون لله صفات بالعقل وحده دون أن يدل عليها القرآن أو السنة، إلا أن السلفية تذكر في كتبها مبحث: الصفات العقلية، ويقصدون بها: الصفات التي دل عليها القرآن أو السنة ويدل عليها العقل أيضًا، فهي مقابلة للصفات التي وردت في القرآن أو السنة ولا يدل عليها العقل ابتداءًا مثل الاستواء على العرش والفرح، أما الصفات التي ترى السلفية بأنها عقلية لأنها وردت في القرآن أو السنة ودل العقل عليها فمثل صفة: السمع والبصر والكلام والقدرة والإرادة والقوة والخلق. وغيرها.                                                    
وسميت هذه الصفات عند السلفية بالصفات العقلية؛ لأنه ورد ثبوتها في القرآن أو السنة والعقل يدل عليها أيضا، بينما الصفات الخبرية هي التي دل عليها القرآن أو السنة فقط لكن العقل لا يخالفها، مثل: الفرح، والاستواء، والنزول إلى السماء الدنيا وغيرها. 

## الفرق بين الأشاعرة والماتريدية وأهل الحديث في الصفات العقلية
الأشاعرة والماتريدية تعد جميع الصفات المثبتة هي صفات عقلية أثبتت لأن العقل دل عليها، بينما السلفية تثبت الصفات لأنها وردت في القرآن أو السنة وليس لأن العقل دل عليها. ولا تجيز إثبات سوى هذه الصفات العقلية، والسلفية تثبت كل ما ورد في القرآن أو السنة.
هناك خلاف بين الأشاعرة والماتريدية في الصفات العقلية هل هي أزلية أم متجددة خلاف دقيق:
- الماتريدية: خلافهم في صفة التكوين، فجعلوا جزءا منها قديم أزلي وهو الجانب المتعلق بالخلق، وجانب متجدد وهو الخلق دون أن يقوم بذات الله فعل، والخلق غير المخلوق.
- الأشاعرة: جميع الصفات العقلية قديمة أزلية لا تتجدد، ولا يقوم بذات الله فعل.[11][12][13]